# Goodbye to the Island
Goodbye to the Island je čtvrté album Bonnie Tyler vydané v lednu 1981 pod hudebním vydavatelstvím RCA Records. Na albu se podíleli producenti Ronnie Scott a Steve Wolfe. Skladba Sitting on the Edge of the Ocean byla výherní skladbou hlavní ceny na Yamaha Music Festival pořádaném v Japonsku v roce 1979.
V dubnu 2012 bylo album vydané digitálně pod značkou nahrávací společnosti Rdeg.

## Seznam skladeb
1. "I'm Just a Woman", text Ronnie Scott, Steve Wolfe, délka 5:08 minut.
2. "We Danced on the Ceiling", text Scott, Wolfe, délka 4:58 minut.
3. "Wild Love", text Iain Sutherland, délka 4:37 minut.
4. "The Closer You Get", text Chris Rea, délka 3:51 minut.
5. "Sometimes When We Touch", text Dan Hill, Barry Mann, délka 4:19 minut.
6. "Goodbye to the Island", text Scott, Wolfe, délka 3:13 minut.
7. "Wild Side of Life", text Arlie Carter, William Warren, text 3:46 minut.
8. "A Whiter Shade of Pale", text Gary Brooker, Keith Reid, délka 4:29 minut.
9. "Sitting on the Edge of the Ocean", text Scott, Wolfe, délka 3:19 minut.
10. "I Believe in Your Sweet Love", text Scott, Wolfe, délka 4:22 minut.
11. "Come On, Give My Lovin'", bonusová skladba na předělaném vydání alba z roku 2009.
12. "Get Out of My Head", bonusová skladba na předělaném vydání alba z roku 2009.
13. "I Believe in Your Sweet Love" (jediná verze), bonusová skladba na předělaném vydání alba z roku 2009.

Celková délka 42:02 minut

## Umístění v žebříčcích

### Album
Jediná oblast, kde album obdrželo dobré hodnocení, bylo Norsko, umístilo se zde na 38. místě v žebříčcích [zdroj?].

### Singly
- Goodbye to the Island bylo z hlediska jednotlivců nejhorší album dodnes včetně singlů I'm Just a Woman a titulní skladby Goodbye to the Island.

## Další žebříčky
- I Believe in Your Sweet Love
  - Kanada – RPM Adult Contemporary – 28. místo
  - Španělsko – 40 Principales – 22. místo
- Sitting on the Edge of the Ocean (výherní skladba na Yamaha World Song Festival v roce 1979)
  - Španělsko – 40 Principales – 21. místo